# Jan Maria Jackowski
Jan Maria Jackowski, né le 23 janvier 1958 à Olsztyn (Varmie), est un historien, écrivain, journaliste et homme politique polonais. Titulaire d'un doctorat en histoire, il est député à la diète de la République de Pologne sous la troisième législature (1997–2001), président du Conseil municipal de Varsovie en 2004-2005, membre du Tribunal d'État (pl) de 2005 à 2007, sénateur des 8e, 9e et 10e législatures (depuis 2011).

## Biographie

### Jeunesse et formation
Le père de Jan Jackowski, Jerzy Jackowski (1912–1976), était officier de l'armée polonaise et engagé dans l'Armia Krajowa, forestier et militant de la protection de l'environnement ; sa mère Jadwiga Jackowska (d) née Kornaga (1915–2006) était journaliste. En 1976, il est finaliste des olympiades d'histoire. En 1982, il est diplômé de la faculté d'histoire de l'Université de Varsovie avec un mémoire de maîtrise intitulé « Les débuts de la photographie politique polonaise » écrite sous la direction d'Ireneusz Ihnatowicz (pl). Il obtient également un diplôme de photographie scientifique et technique à la faculté de biologie de cette université. Durant ses études, il s'engage dans les rangs de l'opposition démocratique. Jusqu'en 1990 il travaille parallèlement comme professeur de lycée et journaliste, notamment pour Tygodnik Solidarność (pl) et Tygodnik Powszechny. De 1984 à 1990, il est rédacteur en chef du trimestriel Fotografia.
En 1990, il entre à la télévision publique TVP et anime plusieurs émissions. Il participe ensuite à la création de médias catholiques conservateurs, notamment Radio Maryja.
En 2007, il passe un diplôme de gestion à la Wyższa Szkoła Przedsiębiorczości i Zarządzania im. Léon Kozminski. 
En 2017, il soutient une thèse de doctorat sur la vie du père Jan Gnatowski (pl) (1855-1925) à la Faculté d'histoire et de sciences sociales de l'Université Cardinal-Stefan-Wyszyński de Varsovie (pl) ; son directeur de thèse étant le père Kazimierz Łatak (pl), CRL.

### Vie politique après 1990
Après la fin du régime communiste, il s'engage dans divers mouvements et partis politiques de la mouvance catholique conservatrice, notamment Stowarzyszenie Rodzina Polska (pl), l'Alliance électorale Solidarité (AWS). Il est élu en 1997 député à la diète sous l'étiquette AWS et y préside la commission de la culture et des médias. Il échoue à être réélu avec le soutien de l'Union chrétienne-nationale (ZChN) en 2001. Il rejoint en 2002 la Ligue des familles polonaises et entre au conseil municipal de Varsovie (en), qu'il préside de 2004 à 2005. En 2005, il ne réussit pas à revenir à la Diète, mais est élu au Tribunal d'État (pl), où il siège de 2005 à 2007. Il soutient Marek Jurek du parti Droite de la République (PR) pour l'élection présidentielle de 2010 consécutive à la mort de Lech Kaczyński, mais celui-ci n'obtient que 1,06 % des voix. En 2011, il fait son retour au parlement en tant que sénateur sans appartenance partisane sur une liste soutenue par Droit et justice (PiS). Il est réélu en 2015 et 2019. S'opposant avec les sénateurs de l'opposition libérale et de gauche aux modifications de la loi sur la radio et la télévision proposées par le gouvernement, il est exclu en février 2022 du groupe parlementaire de la Droite unie mené par Droit et justice (PiS).

## Publications
- Kulisy manipulacji (Les Coulisses de la manipulation) (1990), avec Szczepan Żaryn
- Bitwa o Polskę (Bataille pour la Pologne) (1993)
- Bitwa o Prawdę (Bataille pour la vérité) (1997)
- Usłyszeć głos ludzi (Écouter la voix du peuple ) (2001)
- Drogi i bezdroża III RP (Routes et nature sauvage de la Troisième République de Pologne) (2004)
- Polska w globalnej sieci (La Pologne dans la globalisation) (2005)
- Czas rodzin (Le Temps des familles) (2007)
- Na tropach IV RP (Sur les traces de la IVe République de Pologne) (2008)
- Znad Dniepru nad Odrę (Du Dniepr à l'Oder) (2008), avec Jadwiga Jackowska
- Bitwa o Polskę w Europie (Bataille pour la Pologne en Europe) (2010)
- Bitwa o III RP (Bataille pour la Troisième République de Pologne) (2014)
- Tęcza zamiast krzyża. Polska w czasach Tuska (L'Arc-en-ciel au lieu de la Croix. La Pologne de Donald Tusk) (2015)
- Ks. Jan Gnatowski (1855–1925) na tle epoki. Biografia historyczna (Le père Jan Gnatowski (1855–1925) dans le contexte de son époque. Biographie historique)  (2018)
- Polska w ostatniej dekadzie (La Pologne au cours de la dernière décennie) (2020)
- Doświadczyć wspólnoty. Pożegnanie prymasa Wyszyńskiego w obiektywie Jana Marii Jackowskiego (Adieu au Cardinal-Primat Wyszyński à travers l'objectif de Jan Maria Jackowski) (2021)

## Famille
Jan Maria Jackowski est marié et père de six filles.